# Listă de școli primare și gimnaziale din Cluj-Napoca
Aceasta este o listă a instituțiilor primare și secundare de învățământ din Cluj-Napoca care oferă cursuri de învățământ primar și gimnazial.  

## Școli de stat
| Școala                                                                                | Cartierul     |
| ------------------------------------------------------------------------------------- | ------------- |
| Centrul Școlar pentru Educație Incluzivă                                              | Centru        |
| Colegiul National „Emil Racoviță”                                                     | Centru        |
| Colegiul National „George Coșbuc”                                                     | Centru        |
| Colegiul Național Pedagogic „Gheorghe Lazăr”                                          | Gheorgheni    |
| Colegiul de Muzica „Sigismund Toduță”                                                 | Mărăști       |
| Colegiul Ortodox „Mitropolitul Nicolae Colan”                                         | Centru        |
| Liceul cu Program Sportiv                                                             | Mănăștur      |
| Liceul de Arte Plastice „Romulus Ladea”                                               | Mărăști       |
| Liceul de Informatica „Tiberiu Popoviciu”                                             | Zorilor       |
| Liceul pentru Deficienți de Auz                                                       | Mărăști       |
| Liceul Special pentru Deficienți de Vedere                                            | Mărăști       |
| Liceul Teologic Unitarian „Janos Zsigmond”                                            | Centru        |
| Liceul Teoretic „Apáczai Csere Janos”                                                 | Centru        |
| Liceul Teoretic „Avram Iancu”                                                         | Mărăști       |
| Liceul Teoretic „Báthory Istvan”                                                      | Centru        |
| Liceul Teoretic „Brassai Samuel”                                                      | Centru        |
| Liceul Teoretic „Eugen Pora”                                                          | Mănăștur      |
| Liceul Teoretic „Gheorghe Șincai”                                                     | Centru        |
| Liceul Teoretic „Lucian Blaga”                                                        | Gheorgheni    |
| Liceul Teoretic „Mihai Eminescu”                                                      | Mărăști       |
| Liceul Teoretic „Nicolae Bălcescu”                                                    | Cntru         |
| Liceul Teoretic „Onisifor Ghibu”                                                      | Grigorescu    |
| Școala Alexandru Vaida Voevod I-VIII                                                  | Între Lacuri  |
| Școala David Prodan I-VIII                                                            | Mărăști       |
| Școala de Muzica Augustin Bena I-VIII                                                 | Gruia         |
| Școala Emil Isac I-VIII                                                               | Dâmbul Rotund |
| Școala Horea I-VIII                                                                   | Gruia         |
| Școala Ioan Bob I-VIII                                                                | Centru        |
| Școala Ion Agârbiceanu I-VIII                                                         | Mărăști       |
| Școala Ion Creanga I-VIII                                                             | Mănăștur      |
| Școala Iuliu Hațieganu I-VIII                                                         | Mănăștur      |
| Școala Liviu Rebreanu                                                                 | Mănăștur      |
| Școala Nicolae Iorga                                                                  | Iris          |
| Școala Nicolae Titulescu I-VIII                                                       | Gheorgheni    |
| Școala Nr. 27 - I-IV                                                                  | Gruia         |
| Școala Octavian Goga I-VIII                                                           | Mănăștur      |
| Școala Radu Stanca I-VIII                                                             | Zorilor       |
| Școala Speciala Centru de Resurse si Documentare privind Educatia Inclusiva Integrata | Mărăști       |
| Școala Speciala pentru Deficienți de Auz nr. 2                                        | Gruia         |
| Școala Traian Dârjan I-VIII                                                           | Someșeni      |

## Școli private
| Școala                                                  | Cartierul  |
| ------------------------------------------------------- | ---------- |
| Școala Primară Octofun                                  | Gheorgheni |
| Key International School                                | Gheorgheni |
| Royal School in Transilvania                            | Mărăști    |
| Liceul Waldorf                                          | Zorilor    |
| Școala Elf                                              | Gheorgheni |
| Școala Primara de la Happy Kids / Școala Internațională | Gheorgheni |
| Școala Gimnazială Internațională Spectrum Cluj          | Mănăștur   |